# M1897式75mm野战炮
M1897年式75mm野战炮（法語：Canon de 75 modèle 1897），常简称法75（英語：French 75）是法国研制的一种75毫米野战炮。M1897以世界上第一种弹性炮架速射炮而闻名。M1897具有划时代的反后座机构，这意味着火炮射击后位置不会有显著的移动，因此不需重新瞄准只需重新装弹即可再次射击。因此大大提高了火炮的射速。
M1897最初被用作反人员火炮。在漫长的服役历史中又诞生了反坦克型、高射炮型甚至自行火炮。M1897在第一次世界大战中被广泛使用并经历了两次世界大战，深深的影响了世界火炮的设计。至今仍有少量M1897服役。

## 设计
M1897是一门典型的野战炮。火炮主体为75毫米，36倍径的线膛加农炮。炮身长2.69米，内含28条膛线。火炮采取一种改进型的螺式炮闩，并配有两道保险。炮架则采取两个轮子和一个支点的三点式设计。支架的末端配有特别的驻铲，以提高火炮快速发射时的稳定性。两个轮子的间距为1.7米，轮上设有手动制动装置。由于主要采取骡马机动，M1897的炮架上没有设置任何弹性悬挂系统。火炮的前部装有炮盾。起初这个炮盾是镍制的，但因为守旧的炮兵官兵不习惯躲在炮盾后操作火炮而很快被撤装。但日俄战争的经验表示速射炮的炮盾仍有必要，因此在后来M1897换回了新设计的5毫米钢制炮盾。这个炮盾可以有效防护弹片，但对高爆弹的超压则毫无办法。
M1897的最大特点是可以达到在当时惊人的射速。而达成这个射速的主要保障是M1897独特的液压气动反后座装置。在速射炮出现前，由于火炮缺少反后座装置，每次射击之后火炮的位置都会后坐力向后移动一段距离。因此炮兵在下一次射击之前必须将火炮移动回之前的位置并重新瞄准。使用反后座装置的速射炮在射击后因后坐力被机械结构抵消，故此在发射后无需再次移动和瞄准，因此唯一限制射速的只有重新装填的速度，故此可以达到极高的射击速度。M1897采取了当时各国均有研究，却无一成功的液压气动长后座结构。这个液压反后座机构安装在槽型摇架上，通过托箍和火炮连接。摇架内还装有驻退/复进机构，这个机构被一个储气瓶所驱动。储气瓶则通过一个储能筒和液压反后座机构连接连接。火炮射击时，液压反后座机构吸收火炮的后坐力并将其制动，而吸收的能量则通过储能筒传递到储气瓶，使之内部的气体压力骤增。待稳定后，高压气体会通过复进机构反推，使火炮恢复到初始的位置。
M1897也采用黄铜弹壳的定装弹药。相比之前将弹头、发射药和点火药分开安放的老式火炮，定装炮弹只需一次装填就可以进行发射，也大大提高了射速。M1897起初配备两种弹药。一种是常见的M1889式高爆弹，另一种是M1903式榴霰弹。M1903以大量杀伤开阔地的人员为主要任务。弹头内配备有295颗11毫米钢珠弹丸。炮弹发射后通过延时引线在目标上空几米爆炸，之后金属弹丸将在弹头内的苦味酸炸药的驱动下横扫敌军。法国将这种炮弹视为秘密武器，并以3：1的比例和榴弹配发给M1897，作为主要弹种使用。

## 历史
普法战争后，法国的军事战略一度归于龟缩到堡垒后等待德国的进攻。然而在19世纪末期，法军的战略逐渐转变为主动进攻。因此需要适合伴随步兵进攻的新式野战火炮。
法国陆军对新式火炮的要求大抵如下：
- 可发射6公斤榴弹。
- 射速每分钟15发。
- 火炮的重量不超过1.5吨。

1890年代初，法国陆军选定圣克莱尔·德维尔上尉（法語：Sainte-Claire Deville）研制的一款57毫米速射野战炮作为原型进行发展。1891年在国营皮托兵工厂进行了试组装。德维尔上尉的57毫米野战炮是一种在当时非常先进的速射炮。他使用黄铜外壳定装弹药，无烟火药替代掉过去的黑火药作为发射药，使用瑞典专利技术的螺式炮闩，并使用了液压短后座反后座机构。法国军方要求德维尔将这门火炮的口径扩大到75毫米继续发展。但在研制过程中，德维尔发现短后座机构存在一些缺陷，使火炮的射击精度受到很大影响。
恰好此时，一个在德国不受赏识的工程师康拉德·豪塞尔（德語：Konrad Haussner）正在为他的一种长后座液气反后座装置专利寻找买主。德维尔伪造身份接触了豪塞尔并得到了他的反后座系统设计。德维尔咨询军方“能否以‘相似’设计开发新火炮而不支付专利费”。得到肯定的回答后，皮托兵工厂迅速基于豪塞尔的专利开始了新火炮的设计。1894年，德维尔的新火炮进行了首次试射。
然而此时发现，豪塞尔的设计存在液压油泄露的缺陷（这就是克虏伯不采取他设计的原因）。研发一时陷入困境。不久德雷福斯事件爆发，新火炮的存在（以及缺陷）被暴露出来。研发从此走入地下。
所幸，液压油泄露的问题通过更换液压机构内活塞环的材质而得以解决。经过22个月的测试之后，新火炮在1898年5月8日获得定型，并获得M1897式75mm野战炮的命名。

## 使用历史

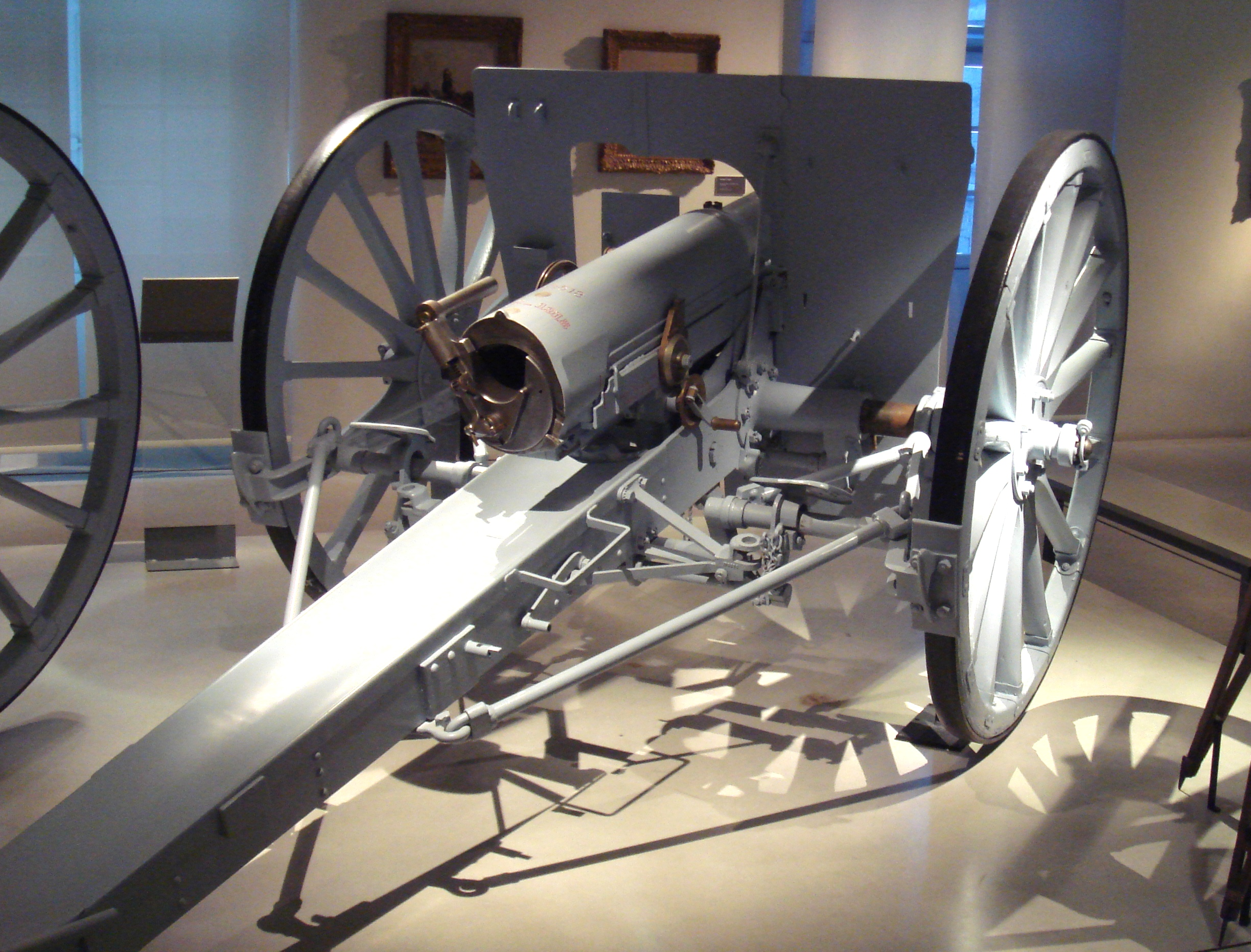
从后面看M1897

### 法国
法军在八国联军镇压义和团运动中首次使用M1897。在进攻一个有2000人守卫的村庄的战斗中，两门M1897从1500米距离开始射击并交替掩护推进600米距离，之后以最大射速开火掩护步兵进攻。最终法军仅受伤一人赢得战斗。这场战斗震惊了欧洲军界（尤其是德国），并使法国军界产生了“速射炮万能”的观点。
法军使用M1897的方式很特别。每个法国炮兵连使用4门火炮而不是当时常见的6门火炮。法军如此考虑的理由是4门火炮更容易机动且更容易隐蔽。而凭借M1897的高射速，他的火力投放能力甚至强于同时代的6炮编制的炮连。每个炮兵连具有170名官兵，包括4名军官。另有一些民夫负责牵引火炮和弹药的马匹。法军要求炮兵连在接敌之后必须立刻发射3枚炮弹进行压制，并在己方步兵进行刺刀冲锋前抵进至敌前1000米以最快射速对敌军进行压制。法军也要求M1897在得到合适的引导后攻击反斜面后的敌军。
法国对M1897十分迷信。士兵将M1897称为“75小姐”，视为对德国复仇的武器。到一战爆发时，甚至法军装备的全部野战炮均为M1897--包括1000个炮兵连和4100门火炮。在初期的作战中，法军凭借M1897取得了很好的战果。然而M1897的高射速带来的巨大的后勤压力。在最糟糕的时候，法国全部的炮弹储备只要2小时就可以被M1897全部发射出去。为了解决炮弹的供应，法国政府引入大量私人企业甚至手工作坊生产炮弹。这导致了严重品控危机。很多不合格的炮弹被交付到部队，臭弹和炸膛时有发生。为了解决问题，法国政府将当年的设计者圣克莱尔·德维尔（此时已升为上校）下发到供应商去进行品控管理。德维尔针对供应商们的情况发下了新的生产流程手册，品控危机总算被控制住。
M1897在战争初期的战果非常辉煌。然而战局走向了意想不到的方向，使75小姐碰上了钉子。马恩河战役之后，西线迅速进入堑壕战中。在复杂的堑壕系统之中，M1897发射的榴霰弹产生的杀伤效果很有限。而且被重型火炮反复轰炸过的区域不易通行，M1897难以执行设计时希望进行的伴随步兵进攻的作战。更糟的是，德国针对M1897的特点大量采用大口径榴弹炮。这些榴弹炮的射速虽然不如M1897，但弹道弯曲，射程远超M1897，因此可以躲避在M1897射程外的反斜面内对其进行杀伤。在当时，德国的150毫米榴弹炮只要射击80-100发炮弹就可以摧毁一个M1897炮兵连。而M1897因为弹道平伸，对反斜面的目标威胁事实上有限。加之射程不够，很快就陷入了困境。
之后，M1897在法军内的地位迅速被新式的大口径榴弹炮所取代。不过仍然可以作为堑壕中出色的防御火炮（尤其在凡尔登战役中），或伴随步兵小队发动突袭时使用。因为弹道特性好，M1897也被改造为高射炮。法军也用M1897作为毒气弹的发射装置。法军的圣沙蒙坦克也使用M1897作为主炮。
截止一战结束时，法国共生产了17500门M1897。

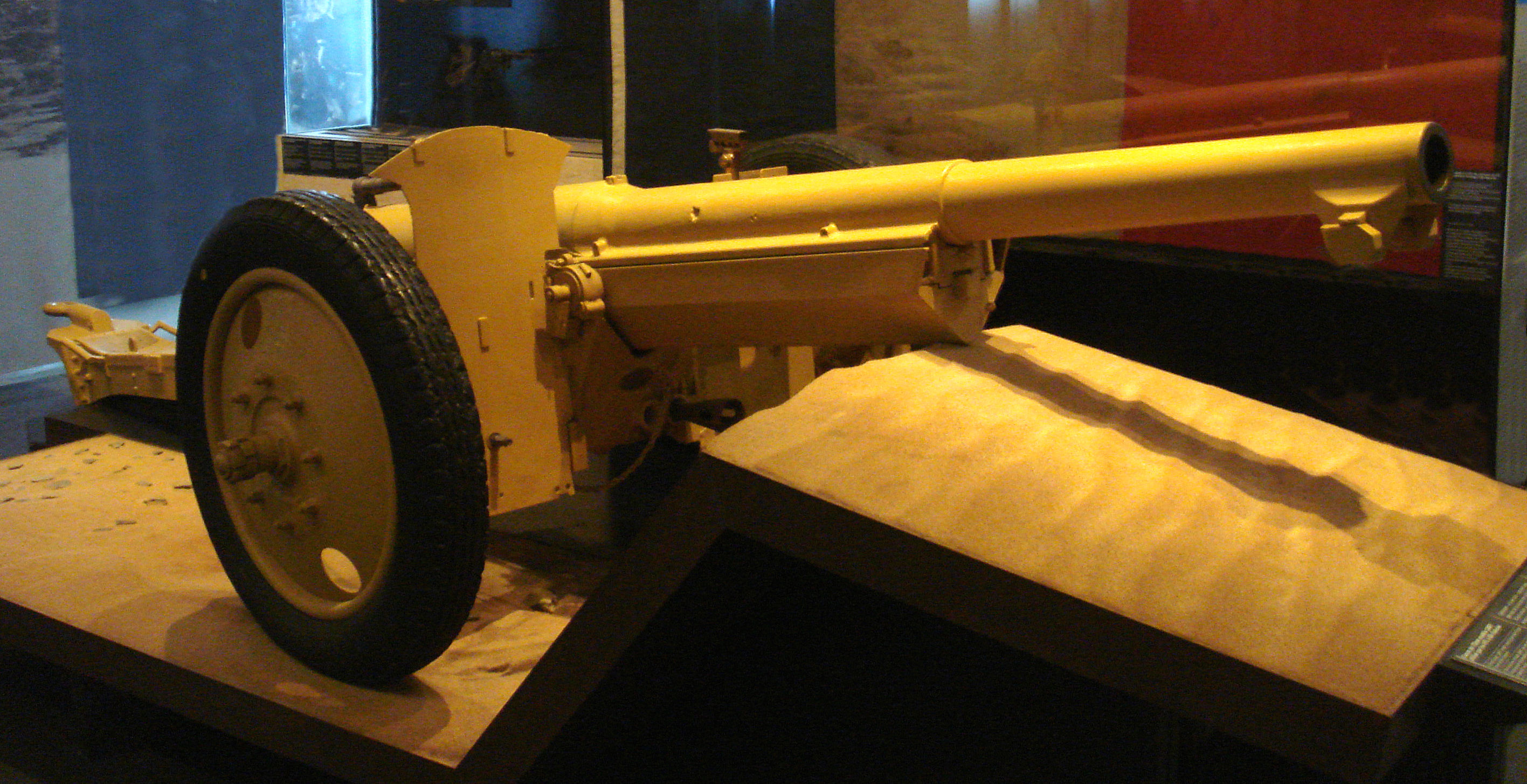
二战时法国使用的M1897/33式野战加农炮

二战爆发时，仍有多达4500门M1897在法军中服役。法军主要将他们作为反坦克炮，可效果并不理想。法军仍然在使用M1897的主要原因是战间期的新式反坦克炮研发计划失败。作为战时的应急，一部分M1897被更换上SA mle 1937年型47毫米野战炮的炮架，改名为M1897/33式野战加农炮，并可发射被帽穿甲弹。然而没来得及发挥作用法国即投降。之后这些火炮基本都被德军俘获。
战后，法国断续使用M1897作为礼炮至今。

### 美国
美国在第一次世界大战时使用了大量M1897火炮。除了自法国进口外，美国也进行授权生产。至1918年11月一战停战前，美国的制造商共生产了1050门火炮并准备在1919年将产量提高到20000门。授权生产的火炮被称为M1897A4，而原装火炮被称为M1897A2。仅有145门A4型参加过一战。大多数美军使用的M1897仍然是法国生产的第一门在一战时开火的美军M1897名为"Bridge"。他于1917年10月23日在法国首次投入作战。这门炮至今陈列在美国陆军军械博物馆。
M1897在战间期一直作为美军的主力火炮使用。1930年代美军还对其进行了一次重大升级--给其换上了M2A3榴弹炮的炮架。新的炮架具有橡胶轮胎，从而具有更好的机动能力。同时也提高了射界。改进后的火炮被称为M1897A5。美军也尝试使用M1897A5装备了自己的第一个反坦克营。
二战爆发时，大多数美军库存的M1897被当做军援交付给了英国。少量火炮被装上M3半履带车作为自行火炮。剩余的牵引式火炮在M101A1式榴弹炮服役后从一线部队撤装，但作为训练装备在美军服役到至少1942年。二战时的美国坦克M3李将军和M4谢尔曼使用的75毫米炮衍生自M1897。两者可以使用相同的弹药。甚至所有二战时的美军75毫米火炮，包括B-25G和H型的机鼻75毫米榴弹炮也可以使用M1897的弹药。

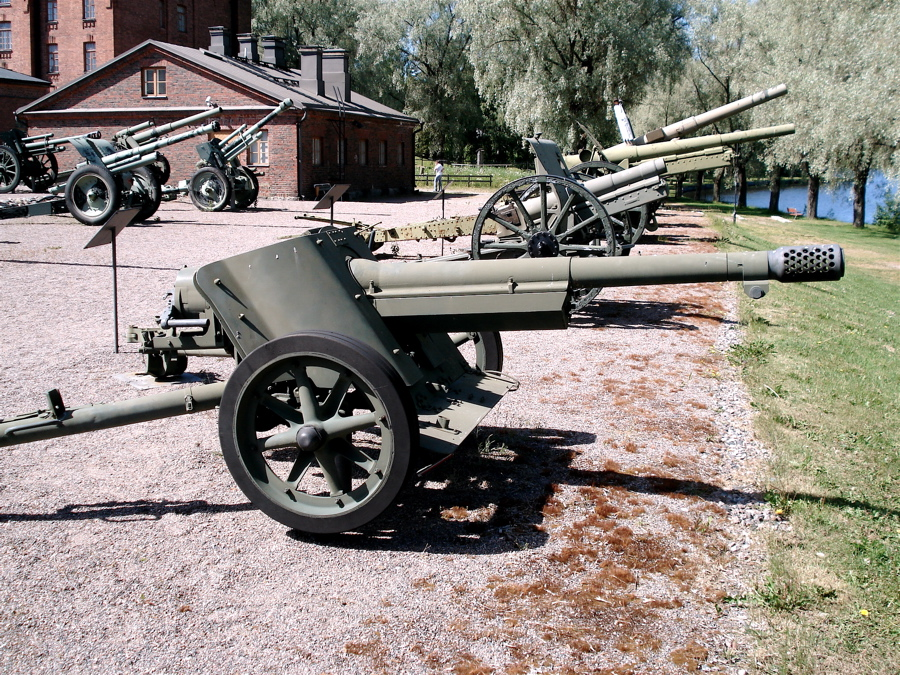
德国改造的Pak 97/38

### 其他国家
英国陆军也在第一次世界大战时少量装备过M1897，尤其包括特别改装的高射炮型。敦刻尔克撤退后，英国紧急以废铁的名义从美国进口了890门M1897A2和A4。大多数火炮被充实到英国本土军用来抵抗海狮行动中可能的入侵。德国入侵的危机解除后，M1897继续在英军中服役直到1945年5月。
波兰独立时，M1897作为协约国军援交付给波兰军方。这些火炮曾经参与过波苏战争。二战爆发时波军仍装备有1374门M1897。然而这些火炮最终大多被德军俘获。
波兰战役和法国战役中德国缴获了大批M1897。作为战利品，这些火炮被编入德军继续使用。巴巴罗萨计划时，德国发现既有的反坦克炮对付苏军的T-34和KV-1时有些力不从心，于是德国想到将缴获的M1897改造成反坦克炮使用。改造后的M1897被命名为Pak 97/38反戰車炮。德国的改造大体维持了原炮的状态，但将原炮的单腿式炮架改为Pak 38的双腿式，增加了制退器并使其可以发射破甲弹。在实战中德国发现Pak 97/38可以使用高爆反戰車彈有效对付苏联坦克，但他无法和德国的主力反坦克炮通用弹药。而且M1897的反后坐装置过于古老，导致其HEAT在500m以上距离的命中率十分低下，但對當時反戰車砲數量不足的德國來說是適當的過渡性裝備。
Pak 97/38最终被撤出东线。大部分被用于大西洋壁垒，少量装备于德国国民掷弹兵。

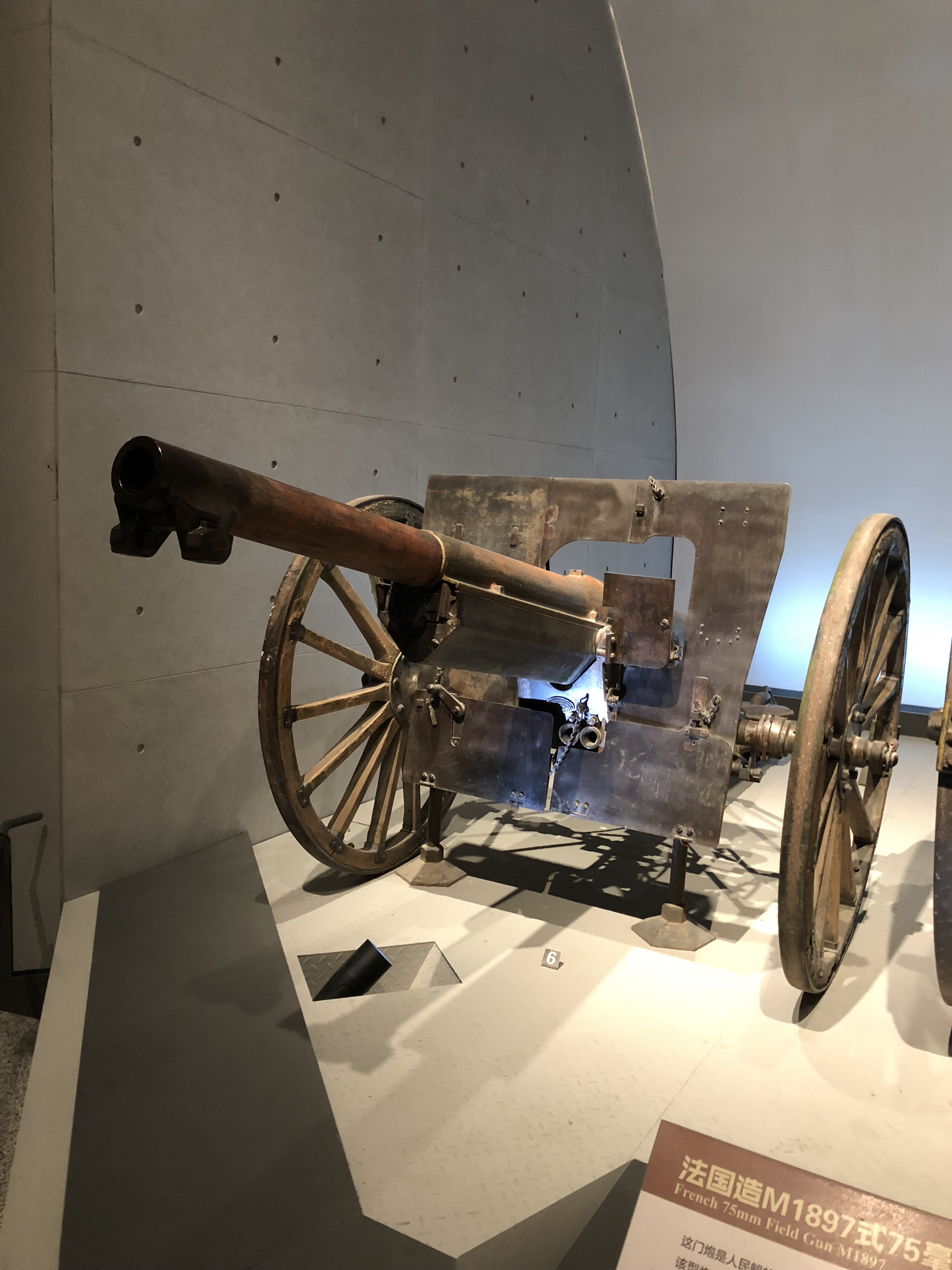
解放军俘获并使用的M1897。这门炮来自苏联的军援

中國從清末新軍時代大多為德國炮的用戶，但是在北洋六鎮成軍時，陸軍第六鎮使用的是36門法製「克鲁蘇七生半陸路管退快炮」與18門「克鲁蘇七生半過山管退快炮」，為M1897的首先使用紀錄，此後各省編練新軍亦無採購M1897之紀錄，之後在俄國內戰中流亡中國的俄國白軍部隊有攜帶零星的M1897，該部隊最後受張宗昌雇傭作戰。国民革命军在抗戰前的炮兵部隊整編亦無法製野炮編裝，中央军在民國二十年代進行炮兵整理時在文書作業中有提過將師屬野战炮换为M1897的计划，但没有达成。抗戰初期，M1897的主要用戶為國民革命軍第七十四軍，其炮兵團第二營配賦了法製野炮，另一個運用單位為國民革命軍第五軍，編制一個營、12門法製75野炮。後來蘇聯在1941年對國民政府最後一批軍售中，將從波蘭繳獲的波蘭製M1897（WZ1897）出售中國，每門售價15,000美金。
少量残余的M1897在解放战争中被解放军缴获并服役至1950年代。

## 主要改型

### 法国版本
- Canon de 75 modele 1913：早期高射炮版。
- Canon de 75 modele 1917：增加了稳定器的高射炮版。
- Canon de 75 modele 1897/33：法国的反坦克型。

### 其他国家版本
- Pak 97/38：德国改造的反坦克型。共改造600门。
- M1897A5：美国使用的改良版本，改用M2A3榴弹炮架。
- M2/M3/M6 75毫米坦克炮：美国的坦克炮。

## 使用国
- 法國：目前唯一的现役国家。
- 中華民國
- 美国
- 英国
- 納粹德國
- 塞尔维亚王国
- 波蘭
- 葡萄牙

## 流行文化
- 在即时战略游戏《兵者诡道》中作为法军武器出场。
- 法75鸡尾酒（英语：French 75 (cocktail)）：一种添加果汁和琴酒的鸡尾酒，由一个法国移民调酒师于1915年在纽约发明。起这个名字的理由是喝下这种酒会有被“法75炮击中的感觉”。[來源請求]
- 在中国大陆电视剧《亮剑》中，作为八路军某部使用的火炮出现，在剧中八路军因为使用了刻有意大利语铭文的从法国经由意大利辗转流落到中国的二手货所以将其称为“意大利炮”。[註 2]剧中主角所指挥的八路军部队某次进攻日军时，在关键时刻运用M1897取得了战斗胜利，这一桥段非常受观众欢迎；因此在中国的网络流行语中，“意大利炮给我拉来”[註 3]成为网友表示不满的方式之一（意为希望能像“意大利炮”一样将不满的事物一炮轰掉）。[10]